# De eeuw van mijn vader
De eeuw van mijn vader is een boek uit 1999 van de Nederlandse schrijver Geert Mak. Het boek volgt het leven van zijn vader dominee Catrinus Mak en andere familieleden, zoals zijn moeder Geertje Mak-van der Molen. De eerste twee drukken van het boek verschenen in september 1999: de eerste druk in gebonden vorm, alle volgende drukken als paperback. 

## Titel
De titel luidt De eeuw van mijn vader omdat het boek behalve over Maks vader, ook in het bijzonder gaat over de twintigste eeuw waarin deze leefde.

## Inhoud
De nadruk in het boek ligt op het Nederland van de twintigste eeuw. Verder wordt er ook veel over de geschiedenis van Nederlands-Indië alsook over die van andere landen op het vasteland van Europa verhaald. Zo wordt er uitgebreid geschreven over de verzuiling en de latere ontzuiling. Ook wordt er veel informatie verschaft over de Eerste en Tweede Wereldoorlog alsmede de rol die Nederland en de Nederlanders daarin speelden.

## Totstandkoming
Het boek geldt als historisch zeer correct; Mak heeft voor zijn boek uitvoerig onderzoek gedaan. Ook is er veel informatie vanuit de eerste hand in verwerkt. Zowel in 1999 als daarvoor (Geert Mak was voordat het ruim 500-pagina's tellende boek in dat jaar uitkwam er al jaren mee bezig geweest) heeft de schrijver nog levende familieleden geïnterviewd. En voor het gedeelte over Nederlands-Indië heeft hij de beschikking gehad over een zeer bijzondere bron: de oude notities en een dagboekje van zijn vader, gemaakt in een zware periode uit diens leven, namelijk de slopende dwangarbeid aan de beruchte Birmaspoorlijn.

## Boekinformatie
- De eeuw van mijn vader, Geert Mak, eerste druk 1999, 523 blz., uitgeverij Atlas - Amsterdam, ISBN 90-450-0317-1 (gebonden), 90-450-0127-6 (pocket); 16e druk april 2001.